# Синицина, Виктория Александровна
Викто́рия Алекса́ндровна Сини́цина (род. 29 апреля 1995 года, Москва, РФ) — российская фигуристка, выступающая в танцах на льду с Никитой Кацалаповым. Они — бронзовые призёры Олимпийских игр в командном соревновании (2022), серебряные призёры Олимпийских игр в танцах на льду (2022), чемпионы мира (2021), двукратные чемпионы Европы (2020, 2022), серебряные призёры чемпионата мира (2019), серебряные призёры финала Гран-при (2018), бронзовые призёры командного чемпионата мира (2019), победители командного чемпионата мира (2021), двукратные чемпионы России (2019, 2020).
До апреля 2014 года выступала с Русланом Жиганшиным, с которым они стали бронзовыми призёрами чемпионата России (2014) и зимней Универсиады (2013), чемпионами мира среди юниоров (2012), победителями юниорского финала Гран-при (2011). Заслуженный мастер спорта России (2020). Кавалер ордена Дружбы (2022).

## Карьера
Виктория Синицина родилась в Москве в апреле 1995 года. Отец — Александр, окончил МИСиС; мать — Надежда, стилист по волосам; есть сестра Наталья.
Фигурным катанием начала заниматься с четырёх лет на стадионе Юных пионеров, сначала как одиночница. С конца 2004 года встала в пару с Русланом Жиганшиным в танцах на льду.

### Выступления с Жиганшиным

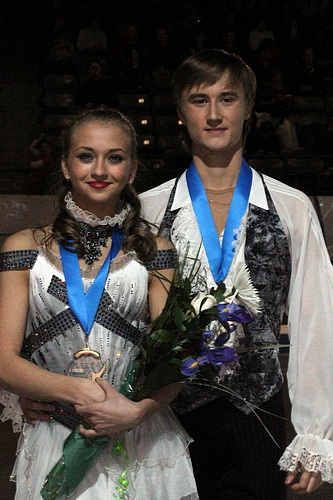
Награждение на финале Гран-при. Виктория Синицина и Руслан Жиганшин, 2011 год

Пара тренировалась под руководством Светланы Алексеевой. С 2008 года являлись членами сборной команды России. В 2010 году заняли второе место в финале юниорского Гран-при, а на следующий год — выиграли его. В 2012 году в Минске они победили на юниорском чемпионате мира. С осени 2012 года пара перешла на взрослый уровень выступлений.
На этапе Гран-при в Москве в 2012 году заняли третье место. В декабре 2013 года пара вошла в состав российской сборной на зимнюю Универсиаду в Италии. После первого дня уверенно занимали второе место. Однако отставание от третьей позиции было незначительным, они не справились с волнением во второй день соревнований и, допустив некоторое количество ошибок, заняли итоговое третье место. Через неделю состоялся чемпионат России, на котором Виктория Синицина и Руслан Жиганшин в сложной борьбе сумели завоевать бронзовые медали. На своём дебютном европейском первенстве пара остановилась в шаге от пьедестала. В произвольном танце пара улучшила свой официальный спортивный результат. В конце января пара была включена в состав олимпийской сборной в Сочи.
Однако на зимних Олимпийских играх в 2014 году они выступили неудачно, заняли 16-е место. Однако федерация включила пару на чемпионат мира в Японию в марте. Во время чемпионата мира появилась сенсационная информация, что пара Синицина/Жиганшин проводят последний турнир. На этом пара прекращает выступать вместе. Виктория Синицина становится в пару с Никитой Кацалаповым. В этой сложной ситуации (из-за травмы снялись ещё чемпионы России) пара Синицина/Жиганшин заняли седьмое место.

### 2014/2015: начало выступлений с Никитой Кацалаповым
11 апреля стало известно, что Виктория Синицина и Никита Кацалапов обратились в ФФККР с просьбой разрешить им выступать в паре. 5 июня федерация фигурного катания на коньках России утвердила пару Синицина / Кацалапов, тренироваться новый дуэт будет под руководством Марины Зуевой в Детройте.
Пара дебютировала в новом сочетании на российском этапе Гран-при и остановилась в шаге от пьедестала, уступив бывшим партнёрам почти 13 баллов. На NHK Trophy 2014 пара выступила неудачно: Никита уронил с поддержки Викторию, а затем фигуристы сорвали поддержку. По итогам соревнований Виктория и Никита стали седьмыми. На чемпионате России пара заняла четвёртое место и не отобралась на главные старты.

### 2015/2016
Из-за травмы партнёра пара пропустила контрольные прокаты в Сочи. Несмотря на травму, дуэт успел подготовиться к своему первому этапу Гран-при, который прошёл в Америке. По итогам соревнований Виктория и Никита завоевали серебряные медали. Для них это была первая совместная медаль. На следующем своём этапе Гран-При в России Синицина и Кацалапов стали третьими, что не позволило им попасть в финал коммерческой серии. На чемпионате России пара лидировала после короткого танца, однако, из-за ошибки Кацалапова во время исполнения твиззлов, удержать лидерство они не смогли и стали серебряными призёрами национального чемпионата.
На своём дебютном чемпионате Европы, который в январе 2016 года прошёл в Братиславе, Синицина и Кацалапов заняли четвёртое место. В марте российский дуэт принял участие в дебютном в их совместной карьере чемпионате мира, который проходил в Бостоне. В коротком танце они стали девятыми, в произвольном десятыми и по итогу соревнований Виктория и Никита заняли девятое место.

### 2016/2017
Подготовка к новому сезону началась с того, что Никите через два дня после чемпионата мира в Бостоне прооперировали плечо. Тренироваться на льду он начал через два месяца после операции. В качестве музыкального сопровождения в коротком танце пара выбрала блюз Дюка Эллингтона и композицию Леди Гаги и Тони Беннетта «If It Ain’t Got That Swing», произвольный танец — танго Астора Пьяццоллы. После контрольных прокатов пара осталась тренироваться в Москве. Возвращение связано с тем, что Никите нужно пройти полный курс реабилитации на плече и до чемпионата России Синицина и Кацалапов будут тренироваться у Олега Волкова. На своём первом в сезоне международном старте на этапе Гран-при в Китае Синицина и Кацалапов заняли четвёртое место, уступив в борьбе за бронзу своим соотечественникам Александре Степановой и Ивану Букину 5,47 балла. Через неделю они выступали на японском этапе Гран-при в Саппоро, где заняли только пятое место.

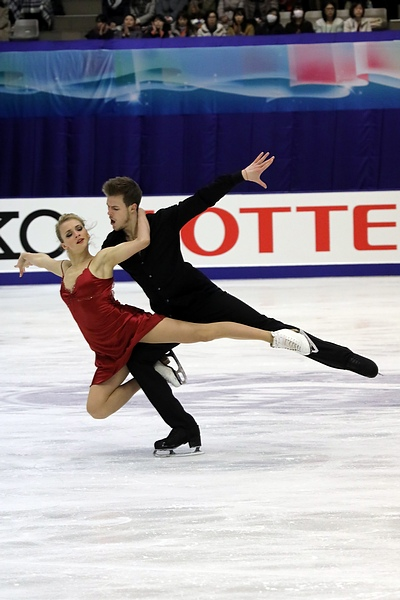
Виктория и Никита выполняют поддержку

Перед национальным чемпионатом стало известно, что с парой будет работать Елена Чайковская. В конце декабря на чемпионате России, который состоялся в Челябинске, фигуристы в сложной борьбе заняли третье место, выиграв сотые балла у Елены Ильиных и Руслана Жиганшина. В конце января российские спортсмены выступали в Остраве на европейском чемпионате. В коротком танце пара получила первый уровень за параллельную дорожку шагов, что привело к восьмому месту по итогам первого вида соревнований. В произвольном танце Никита сорвал твиззлы и по итогам соревнований Синицина и Кацалапов стали десятыми. Сезон для пары подошёл к концу.

### 2017/2018: переход к новому тренеру, олимпийский сезон
22 апреля Александр Жулин сообщил, что пара Синицина / Кацалапов теперь будет работать у него. Татьяна Анатольевна Тарасова выразила мнение, что Жулин — это последний причал Кацалапова. Произвольный танец Синициной и Кацалапова был поставлен на музыку Сергея Рахманинова концерт для фортепиано с оркестром № 2.
Олимпийский сезон российская пара начала на турнире серии «Челленджер» в Минске. В коротком танце они упали во время выполнения поддержки, что привело к обнулению элемента и предварительному третьему месту. В произвольном танце также не обошлось без мелких ошибок, из-за чего они так и остались на третьем позиции. Через месяц фигуристы приняли участие в японском этапе Гран-при, по итогам которого Виктория и Никита остановились в шаге от пьедестала. На втором этапе в США Синицина и Кацалапов выиграли бронзовые медали, впервые за два года попав на пьедестал почёта серии Гран-при.
На национальном чемпионате в середине декабря в Санкт-Петербурге пара шла на четвёртом месте после короткого танца — Вика допустила ошибку во время исполнения серии твизлов. Прокат произвольного танца пара не смогла закончить. В середине программы фигуристы сорвали поддержку, после чего остановили прокат, подъехали к рефери и сообщили, что снимаются с соревнований. Врачи диагностировали у Никиты разрыв связки голеностопа правой ноги. Пара снова досрочно завершила сезон.

### 2018/2019: победа на Чемпионате России, серебро мирового первенства

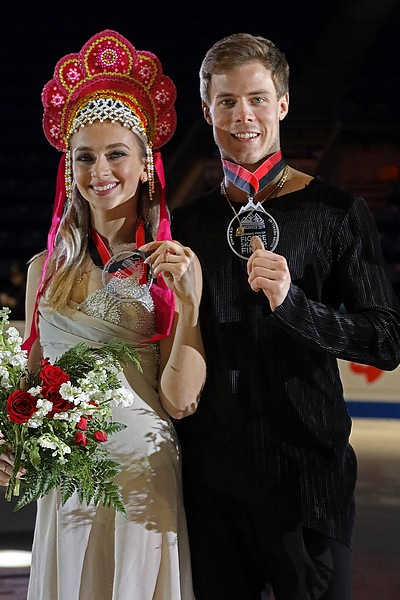
Синицина и Кацалапов -серебряные призёры финала Гран-при (2018 год)

В начале августа тренер пары Александр Жулин объявил, что ритмический танец целиком поставлен по мотивам произведения «Verano Porteño» Астора Пьяццоллы в исполнении Рауля Гарельо. Для произвольного танца тренер Синициной и Кацалапова выбрал две композиции: первая часть составлена по мотивам произведения Иоганна Себастьяна Баха «Air», вторая часть — «Прелюдия и аллегро в стиле Пуньяни» Фридриха Крейслера.
Первым турниром в сезоне стал этап кубка России, который они уверенно выиграли. Через неделю Синицина и Кацалапов одержали победу на Ondrej Nepela Trophy 2018, тем самым они впервые выиграли турнир серии «Челленджер». На двух своих этапах Гран-при (в Канаде и во Франции) пара выиграла серебряные медали, что помогло им впервые в карьере выйти в финал коммерческой серии. В финале Гран-при Синицина и Кацалапов стали серебряными призёрами, уступив только американскому танцевальному дуэту Мэдисон Хаббелл и Захарий Донохью. В конце года Виктория и Никита впервые в карьере выиграли чемпионат России, обойдя ближайших преследователей Александру Степанову и Ивана Букина почти на 4 балла.
На чемпионат Европы, который в январе 2019 года прошёл в Минске, пара отправилась в качестве претендентов на медали. Однако, в ритмическом танце Никита упал во время исполнения серии твиззлов, что привело к пятому месту после первого дня соревнований, отставание от третьего место составляло почти девять баллов. В произвольном танце российские фигуристы стали третьими, но по итогу соревнований они остановились в шаге от пьедестала.
В конце марта Виктория и Никита приняли участие в чемпионате мира, который прошёл в японском городе Сайтама. По итогам соревнований Синицина и Кацалапов стали вице-чемпионами мира, впервые в карьере став призёрами мирового первенства.
В середине апреля приняли участие в командном чемпионате мира, где стали вторыми и в ритмическом, и в произвольном танцах, тем самым они принесли команде 22 балла из 24 возможных. По итогам турнира сборная России завоевала бронзовые медали.

### 2019/2020: золото Чемпионата России, историческая победа на Чемпионате Европы
В середине лета стало известно под какую музыку пара будет выступать в новом сезоне. Ритм-танец поставлен под композицию «Singin' in the Rain» из одноимённого мюзикла. Для произвольного танца пара взяла две композиции: «Songs My Mother Taught Me» Антонина Дворжака и «I giorni» Людовико Эйнауди.
7 и 8 сентября 2019 года Синицина/Кацалапов выступили на контрольных прокатах сборной России на МСА «Лужники» в Москве, оценив свою физическую готовность как «недостаточную».
Начать свой международный сезон пара решила с турнира серии «Челленджер» на Мемориале Ондрея Непелы. Виктория и Никита одержали уверенную победу, обойдя ближайших преследователей почти на десять баллов. Затем в начале октября дуэт выступит на «Shanghai Trophy», где также легко победили.
Серия этапов Гран-при для пары началась в китайском Чунцине. Российский дуэт спокойно выиграл ритм-танец, обойдя американский дуэт Мэдисон Чок/Эван Бейтс на пять баллов. Этого преимущества хватило для итоговой победы, которая стала первой на этапах Гран-при для Виктории и Никиты. Второй этап Гран-При Rostelecom Cup для Виктории и Никиты состоялся в Москве, который также оказался победным. В Финале Гран-при, проходившем в Турине с 5 по 7 декабря, Виктория Синицина и Никита Кацалапов из-за помарок заняли лишь шестое место, уступив лидерам более шестнадцати баллов.
На Чемпионате России в Красноярске они одержали вторую в карьере победу, обыграв соотечественников Александру Степанову/Ивана Букина чуть более, чем на 1 балл.
На Чемпионате Европы в австрийском Граце паре удалось навязать серьёзную борьбу четырёхкратным чемпионам мира Габриэле Пападакис и Гийому Сизерону. В ритм-танце российский дуэт уступи лишь 5 сотых балла ближайшим соперникам. Блестяще выступив в произвольном танце и ожидая оценок соперников более 5 минут, Синицина/Кацалапов одержали историческую победу на Чемпионате Европы, оставив сильнейшую французскую пару на втором месте с отрывом в 14 сотых балла. В последний раз танцевальный дуэт из России выигрывал континентальное первенство в 2013 году, когда золото завоевали Екатерина Боброва и Дмитрий Соловьёв.
После небольшого перерыва приняли участие в известном шоу Art on Ice. Однако затем последовала отмена чемпионата мира в Монреале из-за пандемии коронавируса.

### 2020/2021: пропуск внутренних стартов, победа на чемпионате мира
Сезон стал одним из самых сложных для многих спортсменов: серия Гран-При была отменена из-за пандемии коронавируса, а впоследствии и чемпионат Европы 2021.
Из-за сложной ситуации с межсезонной подготовкой и недостаточным количеством времени Совет ИСУ принял решение, сохранить основные требования сезона 2019—2020 на сезон 2020—2021, тем самым дав возможность спортсменам оставить прошлогодние программы. В связи с отсутствием международных соревнований, ФФКР (Федерация Фигурного катания России на коньках) организовала этапы Кубка России фигурного катания на коньках, которые проходили в первой половине сезона в разных городах России.
С сентябрьских контрольных прокатов сборной России фигуристы вынуждены были сняться из-за травмы спины у партнёра. Первым стартом для танцевальной пары Синицина/Кацалапов стал 2-й этап Кубка России, проходивший в Москве в Мегаспорте с 10 по 13 октября с минимальным количеством зрителей. После ритм-танца под песню Singin' in the Rain заняли лидирующие позиции. В премьерном произвольном танце под песни Come Together группы The Beatles и Smile Чарли Чаплина в исполнении Майкла Джексона Виктория почувствовала сильную боль в колене, и пара завершила выступление, докатав танец только до середины. Как позже выяснилось, Виктории диагностировали воспаление коленного сухожилия, из-за чего пара пропустила 3-й этап Кубка России в Сочи. Начав восстанавливаться после травм, спортсмены подготовились к этапу Гран-при Rostelecom cup, на котором выступили хорошо и заняли 1 место. После этого старта Виктория и Никита заразились коронавирусом. Никита перенёс болезнь легко, Виктория- в тяжелой форме с частичным поражением лёгких. Из-за этого они вынуждены были пропустить чемпионат России, а также организованный в формате шоу Кубок Первого Канала. Выздоровев, Виктория и Никита уверенно выступили на Финале Кубка России 2021, взяв золото. Это победа подтвердила их участие на главном старте сезона — чемпионате мира в Стокгольме.
Вместе с тренерским штабом Виктория Синицина и Никита Кацалапов приняли решение вернуться к предыдущему произвольному танцу, так как новая постановка была невкатанной из-за нехватки времени. В составе сборной России спортсмены отправились в столицу Швеции специальным рейсом. Организаторами были установлены очень жесткие правила, не позволяющие выходить за пределы катка и отеля. В этом чемпионате мира не приняли участие пара Габриэлла Пападакис/Гийом Сизерон, на медали в разной степени претендовало шесть дуэтов.
Блестяще откатав свой ритмический танец российский дуэт захватил лидерство в соревнованиях и перед решающим днём обходил главных конкурентов американцев Мэдисон Хаббелл и Закари Донохью на два балла. В произвольном танце Виктория и Никита продемонстрировали уверенный прокат и завоевали своё первое золото чемпионата мира, обновив личные рекорды в произвольном танце и по общей сумме баллов, обойдя ближайших конкурентов почти на семь итоговых баллов. В последний раз российские танцоры поднимались на высшую ступень пьедестала почёта в 2009 году (Оксана Домнина и Максим Шабалин).
По итогам чемпионата мира в Стокгольме был сформирован состав для участия в командном чемпионате мира, который прошёл с 15 по 18 апреля в Осаке, Япония.
Выступив на высшем уровне и в ритмическом, и в произвольном танце, Виктория и Никита принесли максимальные баллы команде России. Сборная России впервые завоевала золотые медали Командного чемпионата мира.

### 2021/2022: Олимпийский сезон
В сентябре на контрольных предсезонных прокатах сборной, проводившихся в Челябинске, Виктория и Никита представили новые программы для олимпийского сезона. Ритм-танец фигуристы исполнили под композицию из фильма «Девять с половиной недель» You Can Leave Your Hat On и произведение группы Commodores Brick House, а произвольный — под классическую музыку Сергея Рахманинова.
Первым стартом в сезоне стал этап кубка России в Йошкар-Оле. Пара выиграла ритмический танец, получив баллы выше мирового рекорда. На следующий день Никита на тренировке сорвал спину. Дуэт снялся с произвольного танца. 19 октября Никита сообщил, что ему уже стало лучше, он начал тренироваться в облегчённом режиме, без поддержек. Пара начала подготовку к японскому этапу Гран-при.
В ноябре фигуристы выиграли четвёртый этап серии Гран-при NHK Trophy в Японии, набрав за две программы 215.44 балла. Спортсмены лидировали после исполнения ритм-танца с результатом 86.33 балла, в произвольной программе Виктория и Никита сохранили лидирующую позицию и завоевали золотые медали турнира. Через две недели Виктория и Никита в третий раз подряд выиграли Rostelecom Cup, обеспечив себе место в финале коммерческой серии. В начале декабря объявили, что финал не состоится из-за нового варианта коронавируса 
«Омикрон».
На чемпионате России Синицина и Кацалапов уверенно выиграли ритмический танец, получив 93,61 балла, обойдя ближайших конкурентов почти на пять баллов, но из-за травмы спины у Никиты им пришлось сняться с турнира.
В январе 2022 года они выступили на чемпионате Европы, который проходил в Таллине. Виктория и Никита захватили лидерство после ритм-танца c 87,89 баллами. В произвольном танце российский дуэт укрепил своё лидерство, тем самым став двукратными чемпионами Европы.
Никита был назначен капитаном команды ROC
на олимпийском командном турнире. Четвёртого февраля российский дуэт выступил в ритм-танце, получив за свой прокат 85.05 балла, что принесло команде девять очков. Седьмого февраля Виктория и Никита выступили с произвольным танцем, где снова принесли команде ROC девять очков. По итогам командных соревнований сборная ROC одержала победу, а Виктория и Никита стали олимпийскими чемпионами.
В танцевальном турнире Виктория и Никита также боролись за медали. В ритмическом танце российский дуэт показал чистый и сильный прокат, получив за него 88,85 балла, уступив только главным фаворитам соревнований французам Пападакис и Сизерону. Через два дня Синицина и Кацалапов вновь показали блестящий прокат, набрав 131.66 балла, что позволило им сохранить серебряные медали.

## Личная жизнь
С июля 2015 года в отношениях со своим партнёром по танцам на льду Никитой Кацалаповым. В мае 2022 года Никита сделал Виктории предложение. 2 октября 2022 года Синицина и Кацалапов официально стали мужем и женой.

## Общественная деятельность
18 марта 2022 года вместе с партнёром Никитой Кацалаповым выступила в «Лужниках» на провластном митинг-концерте в поддержку войны с Украиной и в честь годовщины аннексии Крыма Россией под названием «Za мир без нацизма! Zа Россию! Zа Президентa». При этом, как и другие спортсмены, Синицина была одета в куртку с нашивкой «Z», символом российского военного вторжения на Украину. В декабре 2022 года Украина ввела персональные санкции против Синициной за поддержку российского вторжения на Украину.

## Программы
(С Никитой Кацалаповым)
| Сезон     | Короткий танец                                                                                          | Произвольный танец | Показательные выступления                                                  |
| --------- | --- | --- | -------------------------------------------------------------------------- |

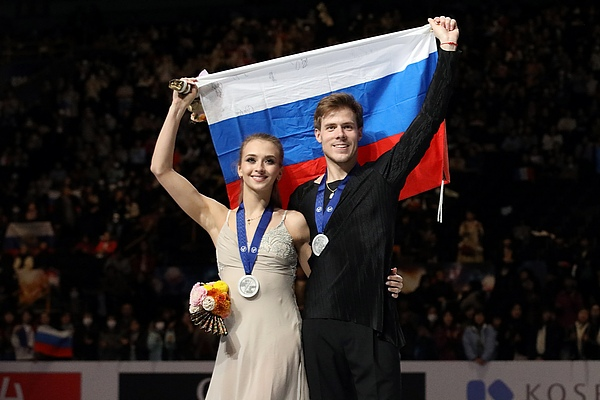
Виктория Синицина и Никита Кацалапов — серебряные призёры чемпионата мира

| 2021/2022 | - You Can Leave Your Hat On (из фильма «Девять с половиной недель») Джо Кокер - Brick House Commodores  | - Концерт для фортепиано с оркестром № 2 - Рапсодия на тему Паганини Сергей Рахманинов                                                                               | - Там нет меня Севара                                                      |
| 2020/2021 | - Singin' in the Rain Фред Астер                                                                        | - Songs My Mother Taught Me Антонин Дворжак - Einaudi: I giorni (Arr. For Violin, Piano and String Orchestra) Людовико Эйнауди - Come Together - Smile Майкл Джексон | - My Way Алоэ Блэк                                                         |
| 2019/2020 | - Singin' in the Rain Фред Астер                                                                        | - Songs My Mother Taught Me Антонин Дворжак - Einaudi: I giorni (Arr. For Violin, Piano and String Orchestra) Людовико Эйнауди                                       | - Who Wants To Live Forever Sarah Brightman                                |
| 2018/2019 | - Танго: Verano Porteno Астор Пьяццолла, в исполнении Raul Garello                                      | - Suite in D «Air» Иоганн Себастьян Бах - Praeludium and Allegro Фриц Крейслер                                                                                       | - The Man I love Элла Фицджеральд                                          |
| 2017/2018 | - Румба - Самба                                                                                         | - Концерт для фортепиано № 2 Сергей Рахманинов | - Going to the Run Golden Earrings                                         |
| 2016/2017 | - Блюз: Love Creole Дюк Эллингтон - Свинг: It Don’t Mean a Thing в исполнении Тони Беннетта и Леди Гаги | - Танго Балет Астор Пьяццолла | - Going to the Run Golden Earring                                          |
| 2015/2016 | - Лебединое озеро Пётр Ильич Чайковский                                                                 | - Io Ci Saro Андреа Бочелли и Лан Лан | - Grande Polonaise for Piano and Orchestra из к/ф «Пианист» Фридерик Шопен |
| 2014/2015 | - Фламенко: Toitas las Mares Manolo Caracol - Пасодобль: The Dance Мишель Легран                        | - Did You Ever Feel Lonely Гэри Мур - The Messiah Will Come Again Гэри Мур                                                                                           | - Grande Polonaise for Piano and Orchestra из к/ф «Пианист» Фридерик Шопен |

(С Русланом Жиганшиным)
| Сезон     | Короткий танец                                                | Произвольный танец                                                                    | Показательные выступления |
| --------- | ------------------------------------------------------------- | ------------------------------------------------------------------------------------- | ------------------------- |
| 2013/2014 | Квикстеп: Let the Good Times Roll Свинг: Swing Baby           | Norma Винченцо Беллини хореограф: Илья Авербух                                        |                           |
| 2012/2013 | Tennessee Waltz Eva Cassidy Witch Doctor                      | Spiagge Lontane Sergio Cammariere                                                     | Crazy Aerosmith           |
| 2011/2012 | Manhã de Carnaval Elizete Cardoso Bla Bla Cha Cha Petty Booka | The Phantom of the Opera Andrew Lloyd Webber                                          |                           |
| 2010/2011 | Algo pequeñito Daniel Diges                                   | Samson and Delilah Camille Saint-Saëns S’Apre Per Te Il Mio Cuore Camille Saint-Saëns |                           |
|           | Оригинальный танец                                            |                                                                                       |                           |
| 2009/2010 |                                                               | Tango Of The Night (Noteo) Дранга П.Ю. Утомлённое солнце Ежи Петерсбурский            |                           |

## Спортивные достижения

### с Никитой Кацалаповым
| Соревнования                              | 14/15         | 15/16         | 16/17         | 17/18         | 18/19         | 19/20         | 20/21         | 21/22         |
| Международные                             | Международные | Международные | Международные | Международные | Международные | Международные | Международные | Международные |
| ----------------------------------------- | ------------- | ------------- | ------------- | ------------- | ------------- | ------------- | ------------- | ------------- |
| Олимпийские игры                          |               |               |               |               |               |               |               | 2             |
| Олимпийские игры — командные соревнования |               |               |               |               |               |               |               | 3             |
| Чемпионаты мира                           |               | 9             |               |               | 2             |               | 1             |               |
| Чемпионаты Европы                         |               | 4             | 10            |               | 4             | 1             | C             | 1             |
| Финалы Гран-при                           |               |               |               |               | 2             | 6             | C             | C             |
| Этапы Гран-при: Cup of China              |               |               | 4             |               |               | 1             |               |               |
| Этапы Гран-при: NHK Trophy                | 7             |               | 5             | 4             |               |               |               | 1             |
| Этапы Гран-при: Rostelecom Cup            | 4             | 3             |               |               |               | 1             | 1             | 1             |
| Этапы Гран-при: Internationaux de France  |               |               |               |               | 2             |               |               |               |
| Этапы Гран-при: Skate Canada              |               |               |               |               | 2             |               |               |               |
| Этапы Гран-при: Skate America             |               | 2             |               | 3             |               |               |               |               |
| Ondrej Nepela Trophy                      |               |               |               |               | 1             |               |               |               |
| Minsk-Arena Ice Star                      |               |               |               | 3             |               |               |               |               |
| Командный чемпионат мира                  |               |               |               |               | 3             |               | 1             |               |
| Национальные                              |               |               |               |               |               |               |               |               |
| Чемпионаты России                         | 4             | 2             | 3             | WD            | 1             | 1             | WD            | WD            |
| Финал Кубка России                        |               |               |               |               |               |               | 1             |               |
| Этапы Кубка России. I этап                |               |               |               |               | 1             |               |               |               |
| Этапы Кубка России. II этап               |               |               | 1             | 1             |               |               |               |               |
| Национальные командные                    |               |               |               |               |               |               |               |               |
| Кубок Первого канала                      |               |               |               |               |               |               |               | 1             |

- WD — пара снялась с соревнований.
- C — соревнование было отменено.

### С Русланом Жиганшиным

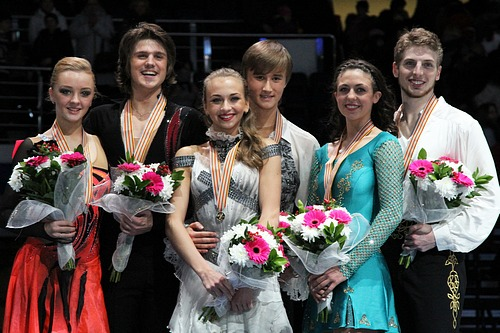
Синицина и Жиганшин — чемпионы мира среди юниоров

| Международные                             | Международные | Международные | Международные | Международные | Международные | Международные | Международные |
| Соревнования                              | 07/08         | 08/09         | 09/10         | 10/11         | 11/12         | 12/13         | 13/14         |
| ----------------------------------------- | ------------- | ------------- | ------------- | ------------- | ------------- | ------------- | ------------- |
| Чемпионаты мира                           |               |               |               |               |               |               | 7             |
| Зимние Олимпийские игры                   |               |               |               |               |               |               | 16            |
| Чемпионат Европы по фигурному катанию     |               |               |               |               |               |               | 4             |
| Зимние Универсиады                        |               |               |               |               |               |               | 3             |
| Cup of China                              |               |               |               |               |               | 6             |               |
| NHK Trophy                                |               |               |               |               |               |               | 8             |
| Cup of Russia                             |               |               |               |               |               | 3             |               |
| Кубок Вольво (Рига), Латвия               |               |               |               |               |               | 1             |               |
| Международные: Юниоры                     |               |               |               |               |               |               |               |
| Чемпионаты мира среди юниоров             |               |               |               |               | 1             |               |               |
| Финалы юниорского Гран-при                |               |               |               | 2             | 1             |               |               |
| Этапы юниорского Гран-при, Австрия        |               |               |               | 2             | 1             |               |               |
| Этапы юниорского Гран-при, Хорватия       |               |               | 5             |               |               |               |               |
| Этапы юниорского Гран-при, Великобритания |               |               |               | 2             |               |               |               |
| Этапы юниорского Гран-при, Италия         |               | 6             |               |               |               |               |               |
| Этапы юниорского Гран-при, Польша         |               |               |               |               | 1             |               |               |
| Этапы юниорского Гран-при, США            |               |               | 5             |               |               |               |               |
| Трофей Северной Рейн-Вестфалии, Германия  |               | 2J            |               |               |               |               |               |
| Национальные                              |               |               |               |               |               |               |               |
| Чемпионаты России                         |               |               |               |               |               | 5             | 3             |
| Финалы Кубка России                       |               |               |               |               |               | 2             |               |
| Первенство России среди юниоров           | 12            | 7             | 6             | WD            | 1             |               |               |

• J — выступали в юношеском разряде.
• WD — соревнования не завершили.

## Детальные результаты

### С Никитой Кацалаповым

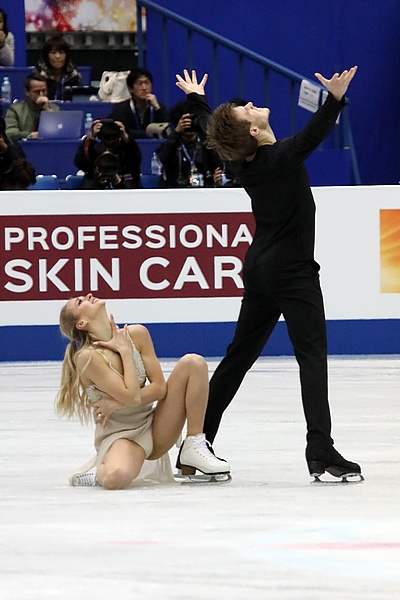
Синицина и Кацалапов на чемпионате мира

На чемпионатах ИСУ награждают малыми медалями за ритмический и произвольный танец
| 2021/2022 сезон           | 2021/2022 сезон                                        | 2021/2022 сезон | 2021/2022 сезон | 2021/2022 сезон |
| Дата                      | Соревнование                                           | РТ              | ПТ              | Общее           |
| ------------------------- | ------------------------------------------------------ | --------------- | --------------- | --------------- |
| 12-14 февраля 2022        | Олимпийские игры 2022                                  | 2 88,85         | 2 131,66        | 2 220,51        |
| 4-7 февраля 2022          | Олимпийские игры 2022 — командные соревнования         | 2 85,05         | 2 128,17        | 1T              |
| 10-16 января 2022         | Чемпионат Европы 2022                                  | 1 87.89         | 1 130.07        | 1 217.96        |
| 21-26 декабря 2021        | Чемпионат России 2022                                  | 1 93.61         | WD              | WD              |
| 26-28 ноября 2021         | Rostelecom Cup                                         | 1 86.81         | 1 124.91        | 1 211.72        |
| 12-14 ноября 2021         | NHK Trophy 2021                                        | 1 86.33         | 1 129.11        | 1 215.44        |
| 2020/2021 сезон           |                                                        |                 |                 |                 |
| Дата                      | Соревнование                                           | РТ              | ПТ              | Общее           |
| 15-18 апреля 2021         | Командный чемпионат мира 2021                          | 1 86.66         | 1 130.15        | 1T/1P 216.81    |
| 22-28 марта 2021          | Чемпионат мира 2021                                    | 1 88.15         | 1 133.02        | 1 221.17        |
| 26 февраля — 2 марта 2021 | Финал кубка России                                     | 1 90.44         | 1 132.68        | 1 223.12        |
| 20-22 ноября 2020         | Rostelecom Cup 2020                                    | 1 91.13         | 1 126.38        | 1 217.51        |
| 10-13 октября 2020        | Второй этап кубка России. Москва. domestic competition | 1 89.52         | WD              | WD              |
| 2019/2020 сезон           |                                                        |                 |                 |                 |
| Дата                      | Соревнование                                           | РТ              | ПТ              | Общее           |
| 24-25 января 2020         | Чемпионат Европы 2020                                  | 2 88.73         | 1 131.69        | 1 220.42        |
| 24-29 декабря 2019        | Чемпионат России 2020                                  | 1 88.43         | 2 132.31        | 1 220.74        |
| 4-8 декабря 2019          | Финал Гран-при 2019                                    | 4 81.51         | 6 121.88        | 6 203.39        |
| 15-17 ноября 2019         | Rostelecom Cup 2019                                    | 1 86.09         | 1 126.06        | 1 212.15        |
| 8-10 ноября 2019          | Cup of China 2019                                      | 1 85.39         | 2 124.51        | 1 209.90        |
| 3-5 октября 2019          | Shanghai Trophy 2019                                   | 1 86.77         | 1 126.77        | 1 213.54        |
| 19-21 сентября 2019       | Ondrej Nepela Trophy 2019                              | 1 78.44         | 1 119.70        | 1 198.14        |
| 2018/2019 сезон           |                                                        |                 |                 |                 |
| Дата                      | Соревнование                                           | РТ              | ПТ              | Общее           |
| 11 — 14 апреля 2019       | Командный чемпионат мира 2019                          | 2 84.57         | 2 130.63        | 3T/2P 215.20    |
| 18 — 24 марта 2019        | Чемпионат мира 2019                                    | 2 83.94         | 2 127.82        | 2 211.76        |
| 21-27 января 2019         | Чемпионат Европы 2019                                  | 5 70.24         | 3 123.71        | 4 193.95        |
| 19-23 декабря 2018        | Чемпионат России 2019                                  | 1 84.01         | 1 128.31        | 1 212.32        |
| 6-9 декабря 2018          | Финал Гран-при 2018                                    | 3 77.33         | 2 124.04        | 2 201.37        |
| 23-25 ноября 2018         | Internationaux de France 2018                          | 2 77.91         | 2 122.47        | 2 200.38        |
| 26-28 октября 2018        | Skate Canada 2018                                      | 2 74.66         | 1 120.51        | 2 195.17        |
| 19-22 сентября 2018       | Ondrej Nepela Trophy 2018                              | 1 75.96         | 1 120.46        | 1 196.42        |
| 2017/2018 сезон           |                                                        |                 |                 |                 |
| Дата                      | Соревнование                                           | КТ              | ПТ              | Общее           |
| 21-24 декабря 2017        | Чемпионате России 2018                                 | 4 68.46         | WD              | WD              |
| 24—26 ноября 2017         | Skate America 2017                                     | 3 68.72         | 3 107.81        | 3 176.53        |
| 10—12 ноября 2017         | NHK Trophy 2017                                        | 4 72.49         | 4 104.66        | 4 177.15        |
| 26—29 октября 2017        | Minsk-Arena Ice Star 2017                              | 3 63.81         | 3 101.49        | 3 165.30        |
| 2016/2017 сезон           |                                                        |                 |                 |                 |
| Дата                      | Соревнование                                           | КТ              | ПТ              | Общее           |
| 25—29 января 2017         | Чемпионат Европы 2017                                  | 8 64.67         | 12 89.84        | 10 154.51       |
| 22—25 декабря 2016        | Чемпионат России 2017                                  | 3 73.78         | 4 104.67        | 3 178.45        |
| 25—27 ноября 2016         | NHK Trophy 2016                                        | 4 68.85         | 5 100.77        | 5 169.62        |
| 18—20 ноября 2016         | Cup of China 2016                                      | 4 70.24         | 4 101.70        | 4 171.94        |
| 2015/2016 сезон           |                                                        |                 |                 |                 |
| Дата                      | Соревнование                                           | КТ              | ПТ              | Общее           |
| 28 марта — 3 апреля 2016  | Чемпионат мира 2016                                    | 9 67.68         | 10 101.29       | 9 168.97        |
| 26—31 января 2016         | Чемпионат Европы 2016                                  | 4 68.33         | 4 104.32        | 4 172.65        |
| 23—27 декабря 2015        | Чемпионат России 2016                                  | 1 73.96         | 3 101.87        | 2 175.83        |
| 20—22 ноября 2015         | Cup of Russia 2015                                     | 3 63.63         | 3 103.77        | 3 167.40        |
| 23—25 октября 2015        | Skate America 2015                                     | 2 62.76         | 2 99.45         | 2 162.21        |
| 2014/2015 сезон           |                                                        |                 |                 |                 |
| Дата                      | Соревнование                                           | КТ              | ПТ              | Общее           |
| 25—28 декабря 2014        | Чемпионат России 2015                                  | 4 60.79         | 4 97.78         | 4 158.57        |
| 28—30 ноября 2014         | NHK Trophy 2014                                        | 5 54.94         | 8 67.37         | 7 122.31        |
| 14—16 ноября 2014         | Cup of Russia 2014                                     | 4 57.96         | 4 89.59         | 4 147.55        |

### С Русланом Жиганшиным
| 2013—2014 сезон           | 2013—2014 сезон                     | 2013—2014 сезон | 2013—2014 сезон | 2013—2014 сезон | 2013—2014 сезон | 2013—2014 сезон |
| Дата                      | Событие                             | Категория       | КТ              | ПТ              | Общее           |                 |
| ------------------------- | ----------------------------------- | --------------- | --------------- | --------------- | --------------- | --------------- |
| 28—29 марта 2014          | Чемпионат мира 2014                 | Взрослые        | 8 62,11         | 8 93,24         | 7 155,35        |                 |
| 16—17 февраля 2014        | Олимпийские игры 2014               | Взрослые        | 16 58,01        | 17 82,65        | 16 140,66       |                 |
| 15—19 января 2014         | Чемпионат Европы 2014               | Взрослые        | 4 60,63         | 4 93,10         | 4 153,73        |                 |
| 24—27 декабря 2013        | Чемпионат России 2014               | Взрослые        | 3 67,08         | 3 98,52         | 3 165,60        |                 |
| 13—14 декабря 2013        | Зимняя Универсиада 2013             | Взрослые        | 2 57,05         | 5 85,45         | 3 142,50        |                 |
| 8—10 ноября 2013          | NHK Trophy 2013                     | Взрослые        | 8 44,34         | 7 79,89         | 8 124,23        |                 |
| 18—20 октября 2013        | Ice Star 2013                       | Взрослые        | 2 63,05         | 2 97,17         | 2 160,22        |                 |
| 2012—2013 сезон           |                                     |                 |                 |                 |                 |                 |
| Дата                      | Событие                             | Категория       | КТ              | ПТ              | Общее           |                 |
| 10—13 января 2013         | Volvo Open Cup 2013                 | Взрослые        | 1 64,67         | 1 97,77         | 1 162,44        |                 |
| 25—28 декабря 2012        | Чемпионат России 2013               | Взрослые        | 4 60,03         | 4 93,94         | 5 153,97        |                 |
| 8—11 ноября 2012          | Rostelecom Cup 2012                 | Взрослые        | 3 60,85         | 4 84,23         | 3 145,08        |                 |
| 2—3 ноября 2012           | Cup of China 2012                   | Взрослые        | 6 55,09         | 5 82,37         | 6 137,46        |                 |
| 2011—2012 сезон           |                                     |                 |                 |                 |                 |                 |
| Дата                      | Событие                             | Категория       | КТ              | ПТ              | Общее           |                 |
| 27 февраля — 4 марта 2012 | Чемпионат мира среди юниоров 2012   | Юниоры          | 1 63,78         | 1 90,03         | 1 153,81        |                 |
| 5—7 февраля 2012          | Чемпионат России среди юниоров 2012 | Юниоры          | 1 66,28         | 1 91,95         | 1 158,23        |                 |
| 8—11 декабря 2011         | Финал Гран-при                      | Юниоры          | 1 60,47         | 1 87,06         | 1 147,53        |                 |
| 15—17 сентября 2011       | Гран-При Польши                     | Юниоры          | 1 56,83         | 1 83,48         | 1 140,31        |                 |
| 8—10 сентября 2011        | Гран-При Австрии                    | Юниоры          | 1 61,74         | 1 89,36         | 1 151,10        |                 |
| 2010—2011 сезон           |                                     |                 |                 |                 |                 |                 |
| Дата                      | Событие                             | Категория       | КТ              | ПТ              | Общее           |                 |
| 9—12 декабря 2010         | Финал Гран-при                      | Юниоры          | 1 55,58         | 2 79,04         | 2 134,62        |                 |
| 1—2 октября 2010          | Гран-При Великобритании             | Юниоры          | 2 53,52         | 2 80,34         | 2 133,86        |                 |
| 15—19 сентября 2010       | Гран-При Австрии                    | Юниоры          | 2 50,46         | 2 76,16         | 2 126,62        |                 |

| 2009—2010 сезон            | 2009—2010 сезон                     | 2009—2010 сезон | 2009—2010 сезон | 2009—2010 сезон | 2009—2010 сезон | 2009—2010 сезон |
| Дата                       | Событие                             | Категория       | ОТ              | ОТ              | ПТ              | Общее           |
| -------------------------- | ----------------------------------- | --------------- | --------------- | --------------- | --------------- | --------------- |
| 3—6 февраля 2010           | Чемпионат России среди юниоров 2010 | Юниоры          | 7 31,25         | 5 52,14         | 5 77,12         | 6 160,51        |
| 7—11 октября 2009          | Гран-При Хорватии                   | Юниоры          | 4 29,41         | 4 45,38         | 5 68,00         | 5 142,79        |
| 2—6 сентября 2009          | Гран-При США                        | Юниоры          | 3 29,87         | 7 43,50         | 5 69,03         | 5 142,40        |
| 2008—2009 сезон            |                                     |                 |                 |                 |                 |                 |
| Дата                       | Событие                             | Категория       | ОТ              | ОТ              | ПТ              | Общее           |
| 28—31 января 2009          | Чемпионат России среди юниоров 2009 | Юниоры          | 7 -             | 7 -             | 7 -             | 7 147,35        |
| 31 октября — 2 ноября 2008 | NRW Trophy 2008                     | Юниоры          | 2 -             | 2 -             | 1 -             | 2 146,93        |
| 3—7 сентября 2008          | Гран-При Италии                     | Юниоры          | 7 25,39         | 5 43,74         | 6 66,04         | 6 135,17        |
| 2007—2008 сезон            |                                     |                 |                 |                 |                 |                 |
| Дата                       | Событие                             | Категория       | CD              | ОТ              | ПТ              | Общее           |
| 30 января — 2 февраля 2008 | Чемпионат России среди юниоров 2008 | Юниоры          | 12 -            | 12 -            | 12 -            | 12 126,93       |